# Шукрута Олександр Петрович
Олекса́ндр Петро́вич Шукру́та (нар. 16 серпня 1980, с. Костичі, Миколаївська область) — солдат Збройних сил України.

## З життєпису
Був призваний до 24-ї механізованої бригади (пп В4680). Зник 15 жовтня 2014 року. Спершу державні органи повідомляли про загибель Олександра. Були згадки про його участь у боях на блокпосту № 32 поблизу села Сміле (Слов'яносербський район) Луганська область на Лисичанській трасі. Проте станом на 2017 рік перебував у списках військовослужбовців, які самовільно залишили військову частину.

## Нагороди
- Орден «За мужність» III ступеня (31 жовтня 2014, посмертно) — за особисту мужність і героїзм, виявлені у захисті державного суверенітету та територіальної цілісності України, вірність військовій присязі.[2]